# Sacha Zala
Sacha Zala (Poschiavo, 24 novembre 1968) è uno storico svizzero.

## Biografia
Nato nel Grigioni italiano, oriundo di Brusio, dopo aver frequentato il ginnasio al Lyceum Alpinum Zuoz, studia all'Università di Berna e alla University of North Carolina e si è laurea in storia, scienze politiche e diritto costituzionale conseguendo un dottorato di ricerca in storia.
Dal 1997 al 2000 è collaboratore scientifico nel progetto «Internationalisierungsstrategien als Instrument schweizerischer Aussenpolitik» parte del programma «Fondamenti e possibilità della politica estera svizzera» creato dal Fondo nazionale svizzero per la ricerca scientifica (FNS).
Dal 2002 collabora a Berna con il gruppo di ricerca dei Documenti Diplomatici Svizzeri (DDS) di cui diventa direttore nel 2008.
Dal 2002 al 2004 e dal 2006 al 2009 è primo assistente di storia moderna e di storia contemporanea all'Università di Berna. 
Nel 2004 dopo una borsa di studio della Fondazione Hans Sigrist va all'Istituto svizzero di Roma (ISR) per un anno. 
Nel 2009 diventa ricercatore associato all'Università di Berna dove ha regolarmente incarichi d'insegnamento. 
Nel 2009 è stato membro del centro d'eccellenza dell'Università di Heidelberg. Inoltre ha insegnato presso l'Università di Berna, Zurigo, Basilea, Lucerna e Ginevra.
Parla oltre all'italiano altre tre lingue (tedesco, francese e inglese).
I suoi principali temi di ricerca sono questioni storiografiche, storia della storia; politica internazionale e politica estera della Svizzera; nazionalismi europei; minoranze etniche e regioni frontaliere.
Membro della Pro Grigioni Italiano (Pgi), l'associazione per la difesa della lingua italiana e della cultura del Grigioni italiano, dal 1993 al 1998 è stato membro della commissione ristrutturazione, dal 1999 è membro del consiglio direttivo quale capo del settore ricerche, dal 2003 al 2005 è stato vicepresidente e dal 2006 al 2013 è stato il presidente centrale della Pgi. È stato inoltre membro dal 2004 al 2012 del consiglio di fondazione del Dizionario storico della Svizzera (DSS) come pure di diverse commissioni dell'Accademia svizzera di scienze umane e sociali (ASSUS), tra le quali infoclio.ch il portale professionale svizzero delle scienze storiche.
Nel 2000 è stato eletto nel consiglio direttivo della Società svizzera di storia (SSS), ricoprendo inoltre dal 2005 al 2009 la carica di presidente del comitato editoriale della Rivista storica svizzera (RSS) e della commissione pubblicazioni. Dal 2005 al 2010 e nuovamente dal 2012 al 2013 è stato vicepresidente dell'associazione degli storici svizzeri della quale ha assunto la presidenza a partire dal 2014. Nel 2019 è stato insignito del Premio grigionese per la cultura.

## Principali pubblicazioni
- Sacha Zala, Gebändigte Geschichte. Amtliche Historiographie und ihr Malaise mit der Geschichte der Neutralität. 1945-1961, Bern 1998 (Dossier des Schweizerischen Bundesarchivs, Bd. 7).
- Sacha Zala, Geschichte unter der Schere politischer Zensur. Amtliche Aktensammlungen im internationalen Vergleich, München 2001 (Diss., Manuskript: Bern 1999).
- Madeleine Herren e Sacha Zala, Netzwerk Aussenpolitik. Internationale Organisationen und Kongresse als Instrumente der schweizerischen Aussenpolitik. 1914-1950, Zürich 2002 (Schweizer Beiträge zur internationalen Geschichte, Bd. 5).
- Diplomatische Dokumente der Schweiz. Documents Diplomatiques Suisses. Documenti Diplomatici Svizzeri, vol. 23 e seguenti, Zürich, Locarno, Genève 2011 e seguenti.